# Домбрувка (Отвоцький повіт)
Домбрувка (пол. Dąbrówka) — село в Польщі, у гміні Целестинув Отвоцького повіту Мазовецького воєводства.
Населення — 935 осіб (2011).
У 1975-1998 роках село належало до Варшавського воєводства.

## Демографія
Демографічна структура станом на 31 березня 2011 року:
|          | Загалом | Допрацездатний вік | Працездатний вік | Постпрацездатний вік |
| -------- | ------- | ------------------ | ---------------- | -------------------- |
| Чоловіки | 440     | 93                 | 318              | 29                   |
| Жінки    | 495     | 100                | 309              | 86                   |
| Разом    | 935     | 193                | 627              | 115                  |